# Monte Toraggio
Il monte Toraggio (1.973 s.l.m, "Turage" in ligure) è un rilievo montuoso che si innalza sullo spartiacque tra la val Nervia e la val Roia, al confine tra Liguria e Francia (Dipartimento delle Alpi marittime).
Nonostante questo rilievo si trovi nella catena montuosa delle Alpi Liguri, la cima del monte dista in linea d'aria poco più di 20 km dal mar Ligure; addirittura dalla sua vetta è possibile vedere le spiagge di Bordighera e San Remo. Particolarità del Monte Toraggio è la presenza di due vette principali di altezza simile collegate da una cresta frastagliata lunga circa 250 m: la "Cima Orientale" è alta 1971.3 m mentre la "Cima Occidentale" è leggermente più alta e misura 1971.6 m.

## Origine del nome
Si pensa che il nome "Toraggio" possa derivare da due diversi vocaboli, il primo indicherebbe che Toraggio derivi dal nome della divinità "Torevaius", che indicherebbe il monte come un luogo di culto, il secondo indicherebbe il che il nome derivi dalla locuzione "tauraricum" indicante gli antichi diritti di pascolo nell'antica Roma influenzata poi dalla lingua letteraria provenzale.

## Conformazione e accessibilità

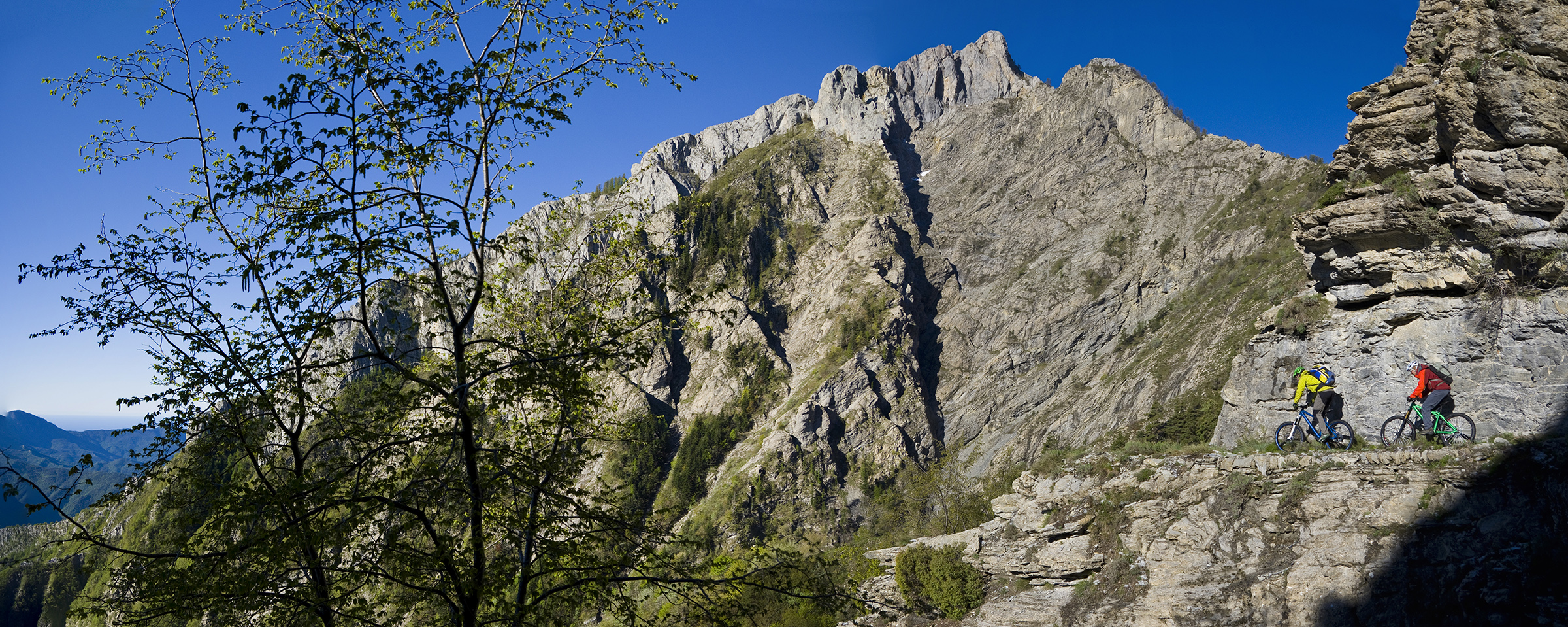
MTB sulle pendici della montagna

Le rocce che costituiscono il monte sono di tipo sedimentario; le formazioni rocciose sono in buona parte formate da calcari marnosi e nella parte superiore del monte da calcari nummulitici ricchi di fossili marini calcarei (soprattutto nummuliti).

Oggi questi aspetti geomorfologici, insieme agli aspetti floro-faunistici, rendono la zona di monte Toraggio un sito di interesse comunitario (SIC). L'interesse naturalistico si focalizza in particolar modo sulla flora ricca di specie endemiche e mediterranee adattatesi alla quota, data la vicinanza del mare.
La posizione periferica e la roccia a tratti friabile e a tratti troppo compatta hanno fatto sì che il monte Toraggio non sia mai stati preso seriamente in considerazione dagli alpinisti; infatti sul monte è presente un'unica via di roccia sul versante nord-est, con il passaggio chiave costituito da un camino di 30 metri che oppone difficoltà di III grado, e viene citata una variante più difficile lungo il filo di uno sperone.
Il Toraggio è quindi frequentato soprattutto da escursionisti sia d'estate che d'inverno. La via principale utilizzata è il famoso sentiero degli Alpini, un sentiero in parte scavato lungo le pareti di roccia allestito proprio dall'arma degli Alpini tra le due guerre mondiali per collegare da sud la val Nervia alle postazioni fortificate del Balcone di Marta con un altro sentiero, dato che la mulattiera già esistente sui pendii settentrionali era per alcuni mesi invernali inagibile.

## Come arrivare
Vi sono due possibili percorsi per arrivare al monte Toraggio.
Se si arriva da Ovest è consigliabile uscire dall'autostrada A10 a Bordighera e seguire le indicazioni per la val Nervia, proseguendo verso Dolceacqua lungo la Strada Provinciale 64 fino a Pigna, ove prendere la strada diretta verso Colla Langan in direzione Molini di Triora lungo la provinciale 65. Nel caso si provenga da Est, è consigliabile uscire dall'autostrada A10 ad Arma di Taggia e prendere la SP548 della Valle Argentina in tutta la sua lunghezza arrivando a Molini di Triora per poi prendere la strada provinciale 65 verso Colla Langan in direzione Pigna. In località Colla Langan si prosegue per la Colla Melosa a 1541 m giungendo infine al Rifugio Franco Allavena. Dopo è obbligatorio proseguire a piedi.
È possibile salire anche da Gouta, passando dal Passo Muratone.

## Cartografia
- Cartografia ufficiale italiana in scala 1:25.000 e 1:100.000, Istituto Geografico Militare.
- Cartografia ufficiale francese, Institut géographique national.
- Carta dei sentieri e stradale scala 1:25.000 n. 23 Sanremo Ventimiglia Bassa val Roia Val Nervia, Fraternali editore - Ciriè
- Carta in scala 1:50.000 n. 8 Alpi Marittime e Liguri, Torino, Istituto Geografico Centrale.